# ولفگانگ وینکلر (بازیگر)
ولفگانگ وینکلر (آلمانی: Wolfgang Winkler؛ ‏ ۲ مارس ۱۹۴۳ – ۷ دسامبر ۲۰۱۹) بازیگر اهل آلمان بود.
از فیلم‌ها یا برنامه‌های تلویزیونی که وی در آن نقش داشته‌است، می‌توان به تماس با پلیس ۱۱۰، صحنه جرم، تعهد و مرگ و دوشیزه اشاره کرد.